# Palazzo Piacentini a Via Veneto

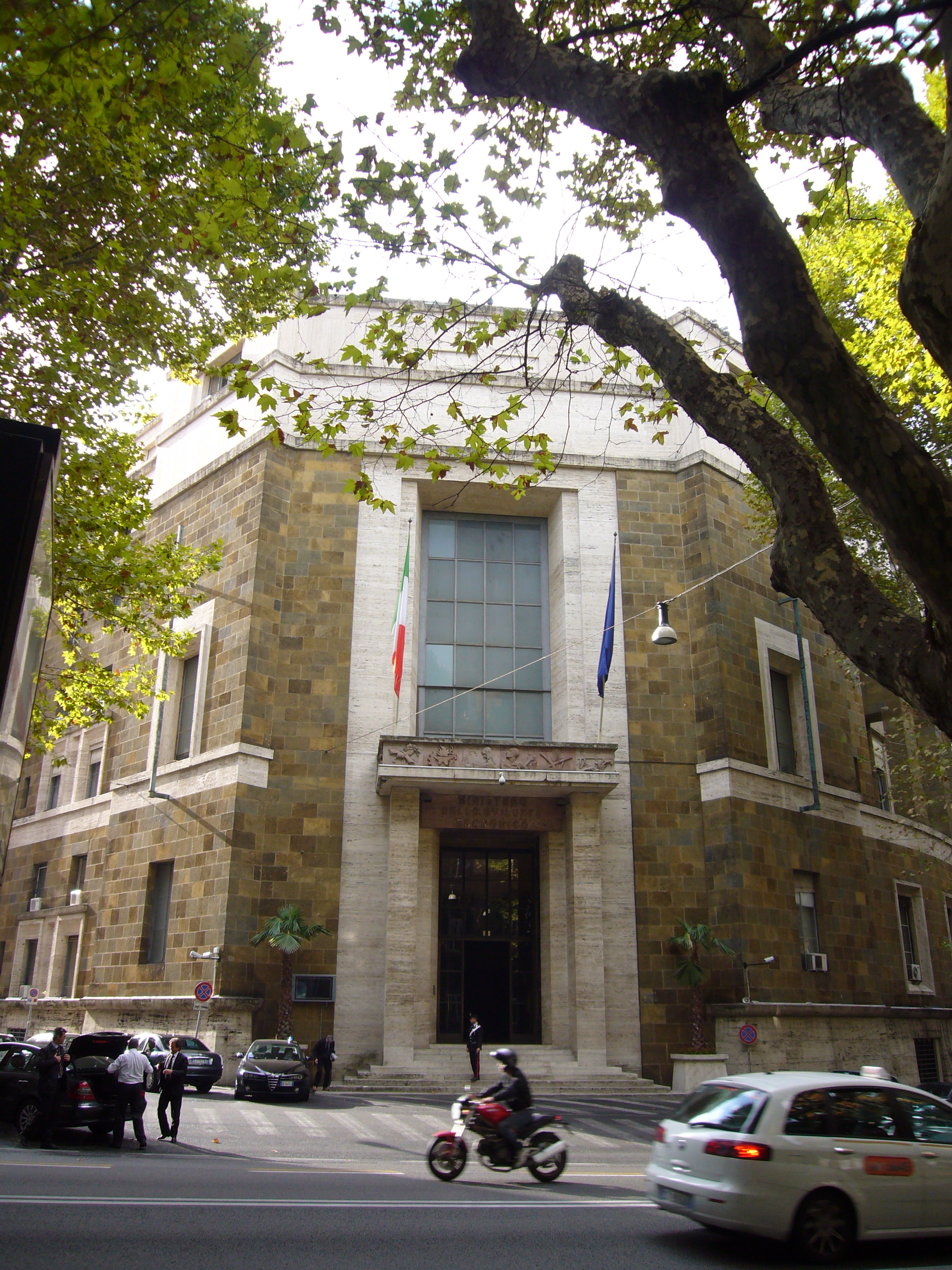
Fachada na Via Vittorio Veneto.

Palazzo Piacentini a Via Veneto, antigo Palazzo del Ministero delle Corporazioni,  é um palácio racionalista localizado na altura do número 33 da Via Vittorio Veneto, no rione Ludovisi de Roma, estendendo-se também pela Via Molise no entorno da igreja de Santa Maria della Concezione dei Cappuccini. 

## História
Este palácio foi construído entre 1928 e 1932 por Marcello Piacentini e Giuseppe Vaccaro para sediar o Ministero delle Corporazioni e atualmente abriga escritórios do Ministério do Desenvolvimento Econômico (Ministero dello sviluppo economico).
O terreno onde ele foi construído era originalmente ocupado por um convento e o pelo jardim dos frades capuchinhos da igreja de Santa Maria della Concezione dei Cappuccini. Inicialmente concebido para ser a sede da Confederazione nazionale delle corporazioni sindacali, o edifício acabou destinado ao recém-fundado Ministero delle Corporazioni como resultado dos acordos firmados entre o ministro Giuseppe Bottai e o arquiteto Marcello Piacentini. A obra custou cerca de 32 milhões de liras para a construção e o arrendamento do terreno, além de um milhão e meio somente para as obras de arte. Na decoração e nas obras de arte foram convidados diversos artistas, entre os quais Mario Sironi, Antonio Maraini, Ercole Drei, Ferruccio Ferrazzi para as tapeçarias e Giovanni Prini para o portal em bronze.
Não se deve confundir este edifício com o Palazzo Piacentini da Via Arenula, sede do Ministério da Justiça, realizado em um tardio neorrenascentista por Pio Piacentini entre 1913 e 1920.